# Obszar spisowy Southeast Fairbanks
Okręg Southeast Fairbanks (ang. Southeast Fairbanks Census Area) – obszar spisu powszechnego (ang. census area) w Stanach Zjednoczonych położony w stanie Alaska i wchodzący w skład okręgu niezorganizowanego. Największymi ośrodkami położonymi na obszarze są osady Deltana i Tok.  
Zamieszkany przez 7077 mieszkańców. Z gęstością zaludnienia 0,11 os./km², należy do piętnastu najsłabiej zaludnionych hrabstw Stanów Zjednoczonych. Największy odsetek ludności stanowi ludność biała (71,8%), rdzenni mieszkańcy (11,5%), Latynosi (6%), Azjaci (3,2%) i Afroamerykanie (2,5%).
Obszar jest pod silnymi wpływami ewangelikalizmu, w tym liczne grono: zielonoświątkowców (bd), baptystów (6,2%) i adwentystów dnia siódmego (2,1%). Inne religie w okręgu, to głównie: mormoni (8,7%) i katolicy (4,1%). 